# Pterostylis excelsa
Pterostylis excelsa är en orkidéart som beskrevs av Mark Alwin Clements. Pterostylis excelsa ingår i släktet Pterostylis och familjen orkidéer. Inga underarter finns listade i Catalogue of Life.